# Ilisso Edizioni
Ilisso è una casa editrice italiana, con sede a Nuoro. Ilisso è l'unica casa editrice ad aver vinto un Premio Compasso d'oro, nonché prima volta in Sardegna
Il nome è ispirato al fiume ateniese Ilisso citato da Platone nel Fedro, e richiama la definizione «Atene Sarda» attribuita al capoluogo provinciale isolano. 
Ilisso si occupa principalmente di recuperare, testimoniare e valorizzare la ricchezza culturale e artistica dell’Isola, tramite libri e cataloghi riguardo arte, fotografia, storia, cultura e letteratura della Sardegna, compresi autori sardi o scrittori che hanno narrato o descritto l’isola e il suo popolo.
Oltre che di editoria Ilisso si occupa dell'allestimento e della promozione di eventi culturali e mostre monografiche e artistiche.

## Storia
Viene fondata a Nuoro nel 1985 da Vanna Fois e Sebastiano Congiu per testimoniare e valorizzare la storia e la cultura della Sardegna, e già nel 1986 viene edita la monografia completa su Antonio Ballero che inaugura la prima collana dal nome "Grandi Monografie".  Quest’ultima racconta gli artisti sardi anche con immagini inedite e include nomi come Francesco Ciusa, Giuseppe Biasi, Mario Delitala, Filippo Figari, Salvatore Fancello, Eugenio Tavolara, Foiso Fois e tanti altri editi nel corso degli anni Il valore editoriale dell’opera è trasmessa anche dalla ricercatezza materiale, con copertine e cofanetti in vera tela. 
Nel 1992 Ilisso consolida la sua presenza nel panorama nazionale inaugurando, grazie alla collaborazione con Rossana Bossaglia, la collana "Appunti d'Arte", mentre nel 1993 Ilisso riconosce l'importanza di trasmettere la cultura artistica oltre l'editoria e inizia, con Antonello Cuccu, ad organizzare mostre che narrino e mostrino al pubblico quanto esposto nei volumi. Successivamente, Cuccu diventa, nel 1997, curatore del settore espositivo e contribuisce come autore per diversi libri.
Il volume Sonos del 1994 anticipa la collana di Etnografia e Cultura Materiale che dal 2003 indaga e restituisce al pubblico la vitalità e la varietà di un vastissimo patrimonio identitario sardo.
Nel 1996 vengono editi i primi volumi della collana “Bibliotheca Sarda”, un programma di recupero della letteratura isolana dal XII al XX secolo, comprende oltre 150 titoli, edito sotto la supervisione di un corposo comitato scientifico.
Ilisso, inaugura il settore museale, gestendo l'attività didattica della Galleria Comunale D'Arte di Cagliari dal 2001 al 2007. Intanto, nel 2004 vengono lanciate le collane Ilisso Contemporanei, e Scrittori di Calabria, lanciando definitivamente il recupero e la promozione culturale anche verso altri ambiti esterni all'isola sarda.
Nel 2010 ha curato l'esposizione permanente delle opere presso il TRIBU - Museo Ciusa, spazio espositivo comunale dedicato allo scultore nuorese, e lo gestisce fino alla prima chiusura del 2014. 
Grazie al lavoro congiunto di designer, storici ed esperti di artigianato sardo, e artigiani locali, Ilisso pubblica il volume "DOMO-XIX Biennale dell’Artigianato sardo", realizzato a seguito della mostra a Sassari nel 2009 per conto della Regione Sardegna in seguito all’aggiudicazione di un bando pubblico. Grazie a DOMO vince per la prima volta in Sardegna l'ADI - Premio Compasso d'oro, nell'edizione 2011. È stata la prima casa editrice al mondo a ricevere tale riconoscimento di design.
Nel dicembre 2019 è stato inaugurato lo Spazio Ilisso, un centro per la promozione culturale e artistica, che ospita mostre temporanee, archivi digitali, eventi culturali e nel quale ha sede il Museo permanente della Scultura del 900 Sardo, con opere di Francesco Ciusa, Costantino Nivola, Eugenio Tavolara, Maria Lai, Gavino Tilocca, Salvatore Fancello. Le opere provengono sia da collezioni private che dagli archivi di Ilisso stessa.
Nel 2021 Ilisso collabora con Archivio Mario Sironi, Museo del Novecento, Associazione Mario Sironi e Fondazione Sardegna per una nuova mostra monografica su Mario Sironi, esposta tra Milano e Nuoro.